# Pierre Gaspard-Huit
Pierre Gaspard-Huit (Libourne, 1917. november 29. – Párizs, 2017. május 1.) francia filmrendező, forgatókönyvíró.

## Magánélete
1959-ben házasságot kötött Claudine Auger (1941–2019) színésznővel, aki több filmjében is szerepelt, de később elváltak.

## Filmjei
Rendező
- La vie dramatique de Maurice Utrillo (1949, rövidfilm)
- La fugue de Monsieur Perle (1952, Roger Richebé társrendezője)
- Le cœur frivole ou La galante comédie (1953)
- La marche glorieuse (1954, dokumentumfilm)
- Paris canaille (1956)
- Túl szép a menyasszony (La mariée est trop belle) (1956)
- La prairie (1971, tv-film)

Rendező, forgatókönyvíró
- L'herbe à la Reyne (1951, rövidfilm)
- Der Zarewitsch (1954)
- Sophie et le crime (1955)
- Les lavandières du Portugal (1957)
- Christine (1958)
- Fracasse kapitány (Le capitaine Fracasse) (1961)
- Shéhérazade (1963)
- Gibraltár (1964)
- À belles dents (1966)
- Die Lederstrumpferzählungen (1969, tv-sorozat, két epizód)
- Les galapiats (1970, tv-sorozat, nyolc epizód)
- Le neveu d'Amérique (1973, tv-sorozat)
- Paul et Virginie (1974, tv-sorozat)

Forgatókönyvíró
- Passeurs d'or (1948)
- Série noire (1955)
- Quand sonnera midi (1958)
- S.O.S. fréquence 17 (1969, tv-sorozat, három epizód)
- Histoires de voyous: Les marloupins (1979, tv-film)
- L'inspecteur mène l'enquête (1980, tv-sorozat, egy epizód)
- La vie des autres (1980–1981, tv-sorozat, három epizód)
- L'homme de Suez (1983, tv-film)